# Портрет молодика з олійною лампою
«Портрет молодика з олійною лампою» (італ. Ritratto di giovane con lucerna) — портрет роботи венеційського художника Лоренцо Лотто раннього періоду творчості.

## Художня манера митця

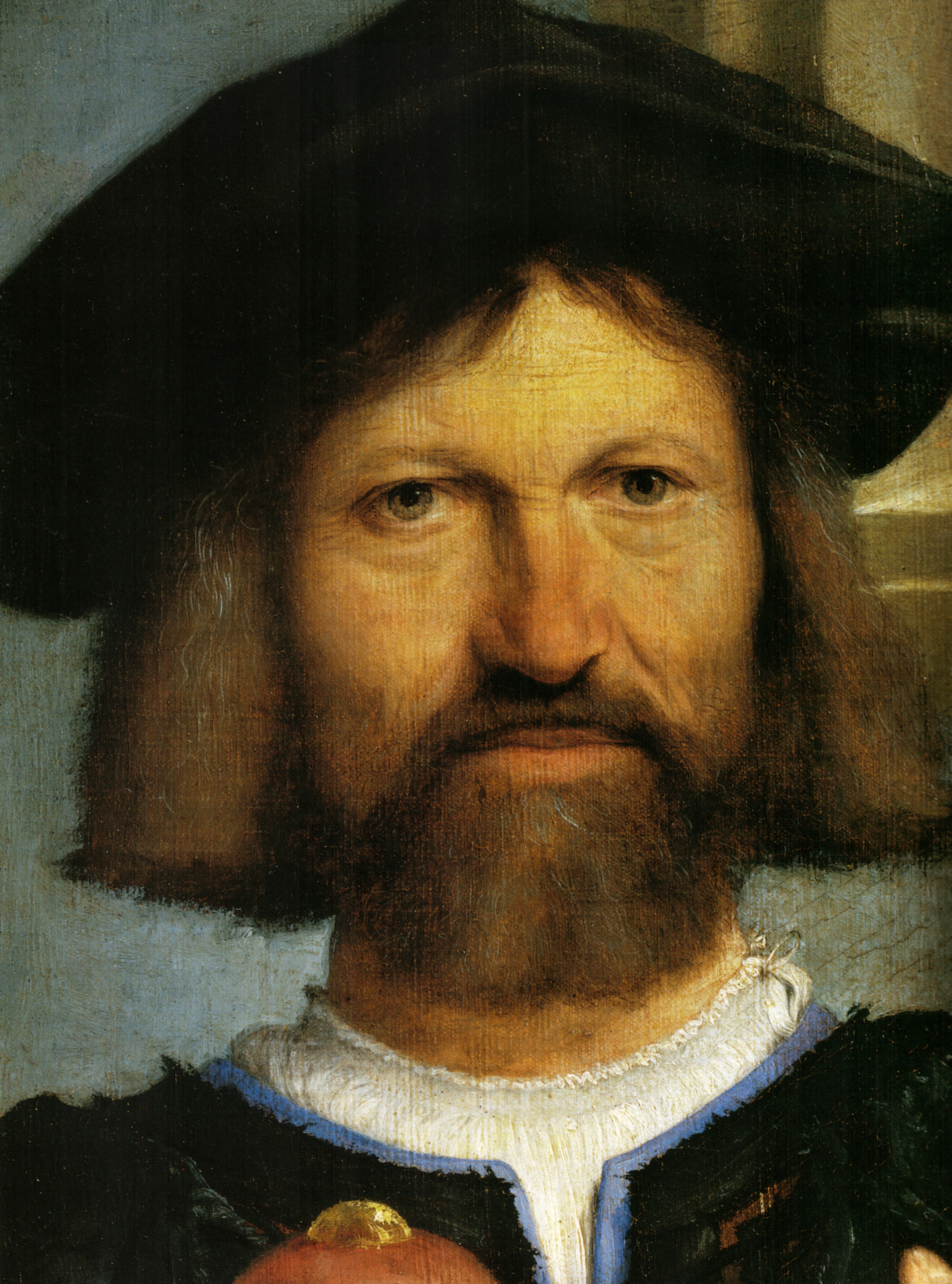
Хворобливий пан з композиції «Містичні заручини Св. Катерини»

За свідченнями самого художника він народився в Венеції. Ймовірно, там отримав і художній фах в одній з майстерень. Хто був вчителем молодого художника — невідомо. В ранніх творах Лоренцо Лотто відчутні впливи творчості Альвізе Віваріні та уславленого Джованні Белліні.
Венеційські художники спирались перш за все на досвід і традиції венеційських майстрів. Але знали про досягнення і знахідки заальпійських художників та митців Нідерландів.Запозичення помічені і у Джованні Джироламо Савольдо, і у Лоренцо Лотто. Останній наче роздвоювався в намаганні то використати досвід попередників і робив анахронічні твори (фрески життя Св. Варвари, Ораторія Суарді), то використати знахідки сучасних йому найкращих митців Венеції, що долали застиглість персонажів поетизацією або підтягуванням моделей до вимріяного ідеалу.
Був і інший напрям — реалістичний і тверезий, неідеалізований в портретах, що теж йшов від заальпіських і нідерландських майстрів, не схильних ідеалізувати модель. Прихильником останнього і був в Венеції Лоренцо Лотто.

## Опис твору
З картини невеликого розміру пильно вдивляється в глядачів молодик в чорному одязі. Підкреслено скромний одяг доповнює чорний берет без зайвих прикрас. Але молодик не бідний. Позаду фігури — розкішна, біла завіса з парчі і вишуканим візерунком білим на білому.  Далеко праворуч розташована запалена олійна лампа, алегоричний зміст якої зараз втрачено. Лоренцо Лотто взагалі часто використовував натяки в портретах власної роботи, знані сучасниками.
Праця у венеційській провінції призвичаїла художника до неприкрашеної подачі моделей. Він не соромився показати зім'яті чи хворобливі обличчя, довгі носи і незграбні пропорції, дефекти шкіри, похмурі, підозрілі і непривітні погляди, набряки під очима… Все це притаманно і портрету молодика з запаленою олійною лампою. Погляд похмурий і непривітний, обличчя молодика важко назвати привабливим і через довгий ніс, і маленькі очі, і дефекти шкіри на лобі. Привабливим його не роблять ні модна зачіска, ні його молодість.
За припущеннями портрет міг належати молодому секретареві єпископа Джованні де Россі з міста Тревізо — Броккардо Малькьостро. Саме парчова тканина з ріп'ям-візерунком і носила італійську назву «броккардо», отже, це ще один натяк на ім'я молодика.

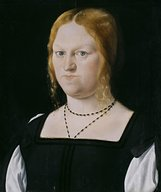
«Невідома пані», Художній музей Ворчестер
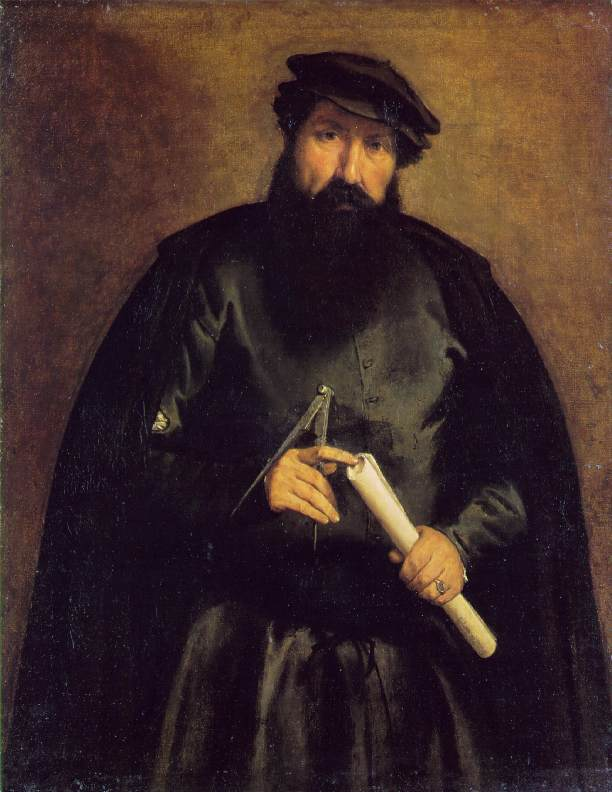
«Портрет невідомого будівничого», Берлін
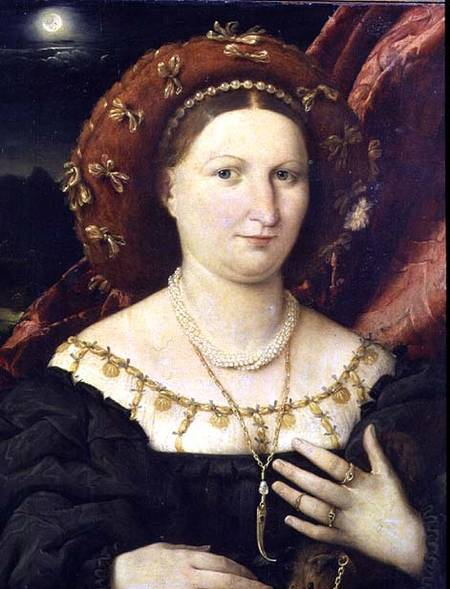
«Лукреція Брембаті»
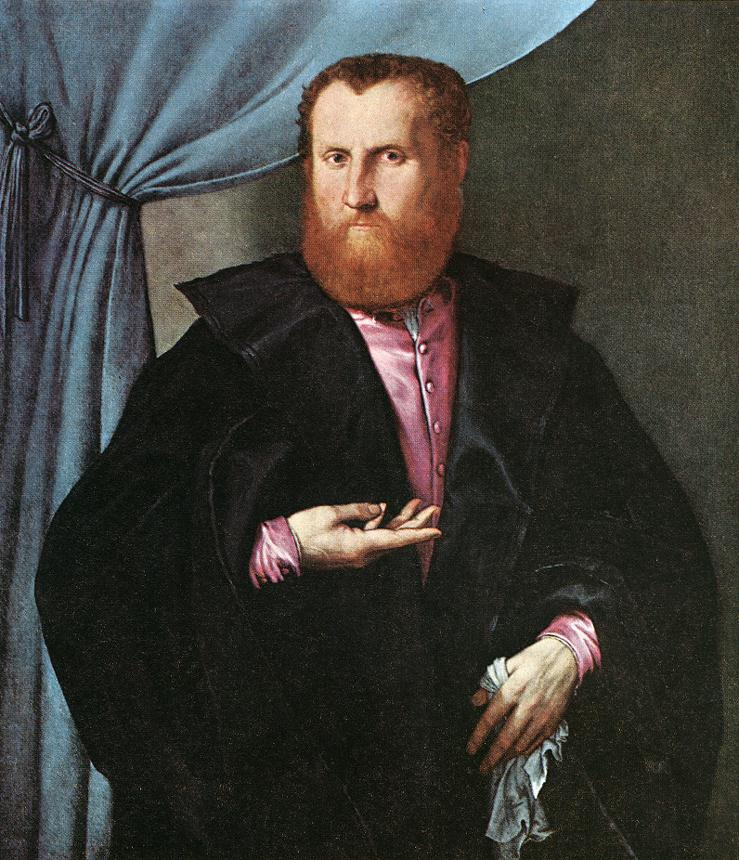
«Портрет невідомого пана в чорному плащі», всі — пензля Лоренцо Лотто

## Побутування портрета (провенанс)
Портрет належить до раннього періоду творчості художника, коли той працював у місті Тревізо. 1816 року портрет придбали до збірок Музею історії мистецтв у Відні.